# Хадлер, Джейден
Джейден Хадлер (англ. Jayden Hadler; родился 23 сентября, 1993 года, Перт, Австралия) — австралийский пловец, специализирующийся в плавании кролем и баттерфляем. Серебряный призёр чемпионата мира.

## Биография
Родился в городе Перт, Австралия. Впервые стал известен после Летних Олимпийских игр 2012 года в Лондоне. Плыл на дистанциях 100 метров баттерфляем и 200 метров комплексом. На дистанции 100 метров баттерфляем в первом раунде, проплыв за 52,52 секунды, занял 23 место и выбыл из соревнований. На дистанции 200 метров комплексом в первом раунде, проплыв за 2 минуты и 01,54 секунды, занял 31 место и выбыл из соревнований.
Участник чемпионата мира по водным видам спорта 2015 года в Казани. Плыл в комбинированной эстафете 4×100 метров, где австралийцы завоевали серебро, на личных дистанциях 50 и 100 метров баттерфляем. На дистанции 50 метров в первом раунде, проплыв за 23,83 секунды, занял 19 место и выбыл из соревнований. На дистанции 100 метров, проплыв за 52,17 секунды, занял место и вышел в полуфинал. В полуфинале, проплыв за 52,09 секунды, занял 12 место и выбыл из соревнований.